# المقاتل النهائي: فريق رامبيج ضد فريق فورست
المقاتل النهائي: فريق هيوز ضد فريق سيرا» (بالإنجليزية: The Ultimate Fighter: Team Hughes vs. Team Serra)‏ هو الموسم السابع من المسلسل التلفزيوني الواقعي المقاتل النهائي الذي أنتجته يو إف سي وعُرض لأول مرة في 2 أبريل 2008.

## نهائي المقاتل النهائي 7
المقاتل النهائي: نهائي فريق رامبيج ضد فريق فورست (المعروف أيضًا باسم نهائي المقاتل النهائي 7) كاأنحدثًا للفنون القتالية المختلطة أُقيم من قِبل يو إف سي في 21 يونيو 2008.